# Popis ugroženih mjesta svjetske baštine
Na „Konvenciji svjetske baštine” (engl.: Convention concerning the protection of the World Cultural and Natural Heritage) koju je osnovao UNESCO 1972. godine, u članku 11.4, UNESCO može neka mjesta svjetske baštine, kojima treba hitna i organizirana pomoć, staviti na popis mjesta svjetske baštine u opasnosti kako bi se skrenula pozornost javnosti i ohrabrile protumjere. Pod opasnostima za prirodnu svjetsku baštinu podrazumjevaju se izravne prijetnje kojima bi se promijenile odlike lokaliteta kao što su prirodne katastrofe ili katastrofalno ljudsko djelovanje poput naseljavanja, zagađenja, drvosječe, rudarenja, poljoprivrede ili velikih građevinskih radova, kojima se smanjuje broj ugroženih vrsta u zaštićenom lokalitetu. Također postoje i opasnosti postupnih promjena koje mogu nastati geološkim, klimatskim i promjenama u okolišu. Opasnosti za kulturnu baštinu podrazumjevaju propadanje materijala, konstrukcija, ukrasa ili općeg arhitektonskog jedinstva, gubitak povijesne autentičnosti i kulturnog značaja. Opasnosti koje mogu zaprijetiti i prirodnim i kulturnim lokalitetima su nekontrolirana izgradnja, oružani sukobi, nedostatak sustava upravljanja ili promjene u pravnoj zaštiti lokaliteta. 
Prije no što dospije na popis mjesta svjetske baštine u opasnosti, stanje lokaliteta se procjenjuje i primjenjuje se eventualni program popravnih mjera u suradnji s državom u kojoj se nalazi. Krajnju ulogu u određivanju statusa ima „Komitet svjetske baštine”. Financijsku pomoć „Fundacije svjetske baštine” može dobiti lokalitet odlukom komiteta, a stanje lokaliteta se procjenjuje svake godine. Ovisno o procjeni komitet može naložiti dodatne mjere ili pak izbrisati lokalitet s popisa ugrožene svjetske baštine ili popisa svjetske baštine općenito. Dva lokaliteta, arapski rezervat oriksa i dresdenska dolina Elbe su izbrisane s popisa mjesta svjetske baštine nakon što nisu riješeni njihovi problemi koji su ih smjestili na popis ugroženih mjesta svjetske baštine

## Popis
God. 2016. na popisu ugroženih mjesta svjetske baštine našlo je se 55 mjesta svjetske baštine u skladu s članom 11. (4.) Konvencije za zaštitu svjetskih spomenika:
Ime; kako ga navodi Odbor svjetske baštine
Lokacija; grada ili pokrajine, s imenom države i koordinatama
Kriterij; po kojemu je lokalitet upisan
Područje; u hektarima prema UNESCO-u
Godina (SB); kada je lokalitet upisan kao svjetska baština
Ugrožen; godina kada je lokalitet upisan kao ugrožena svjetska baština
Razlog; prijetnje koje su navele UNESCO da ga stavi na popis
| Slika | Ime                                                                             | Lokacija                                                                              | Kriterij                               | Područje   | Godina (SB) | Ugrožen              | Razlog |
| ----- | ------------------------------------------------------------------------------- | ------------------------------------------------------------------------------------- | -------------------------------------- | ---------- | ----------- | -------------------- | --- |
|       | Abu Mena                                                                        | Abusir, Egipat 30°50′28″N 29°39′49″E / 30.84105°N 29.66349°E                          | Kulturno: (iv)                         | 182 ha     | 1979.       | 2001.                | Propadanje tla zbog miješanja gline s površine koja postaje "polutečna" u dodiru s "viškom vode" |
|       | Alep                                                                            | Alep, Sirija 36°13′N 37°10′E / 36.217°N 37.167°E                                      | Kulturno: (iii), (iv)                  | —          | 1986.       | 2013.                | Zbog ratnih sukoba, 20. lipnja 2013. godine UNESCO je odlučio staviti svih šest mjesta svjetske baštine u Siriji na popis mjesta svjetske baštine u opasnosti |
|       | Antička sela sjeverne Sirije                                                    | Alep, Sirija 36°20′N 36°50′E / 36.333°N 36.833°E                                      | Kulturno: (iii), (iv), (v)             | —          | 2011.       | 2013.                | Zbog ratnih sukoba, 20. lipnja 2013. godine UNESCO je odlučio staviti svih šest mjesta svjetske baštine u Siriji na popis mjesta svjetske baštine u opasnosti |
|       | Aïr planine i pustinja Tenere                                                   | Arlit, Niger 18°16′37″N 7°59′58″E / 18.27694°N 7.99944°E                              | Prirodno: (vii), (ix), (x)             | 7736000 ha | 1991.       | 1992.                | Vojni sukob i građanski nemiri koji su prouzročili opadanje u broju zaštićenih vrsta životinja i općem gubitku vegetacije |
|       | Askijeva grobnica                                                               | Gao, Mali 16°17′23″N 0°02′40″W / 16.28972°N 0.04444°W                                 | Kulturno: (ii), (iii), (iv)            | —          | 2004.       | 2012.                | Upisano na zahtjev Malijske vlade zbog vojnih sukoba pobunjenih Tuarega |
|       | Ašur (Qal'at Sherqat)                                                           | Salah ad Din, Irak 35°27′24″N 43°15′45″E / 35.45667°N 43.26250°E                      | Kulturno: (iii), (iv)                  | 70 ha      | 2003.       | 2003.                | Planirana izgradnja umjetnog jezera koje bi djelomično prekrilo laklitet je obustavljena početkom Iračkog rata, no nedostaje mu dostatna zaštita nove uprave |
|       | Prašume Atsinanana                                                              | Istočni Madagaskar, Madagaskar 14°27′35″S 49°42′9″E / 14.45972°S 49.70250°E           | Prirodno: (ix), (x)                    | 479660 ha  | 2007.       | 2010.                | Nezakonita sječa i krivolov ugroženih lemura |
|       | Katedrala Bagrati                                                               | Imereti, Gruzija 42°15′44″N 42°42′59″E / 42.26222°N 42.71639°E                        | Kulturno: (iv)                         | 7.87 ha    | 1994.       | 2010.                | Velika obnova kojom će nepovratno biti promijenjen lokalitet i smanjena njegova autentičnost |
|       | Battir, palestinska zemlja maslina i vina – kulturni krajolik južnog Jeruzalema | Betlehem, Palestina 31°43′29″N 35°08′12″E / 31.72472°N 35.13667°E                     | Kulturno: (iv), (v)                    | 349 ha     | 2014.       | 2014.                | Krajolik je postao ranjiv pod utjecajem društveno-kulturnih i geopolitičkih transformacija koje bi mogla dovesti do nepovratnog oštećenja autentičnosti i cjelovitosti lokaliteta, posebice zbog početka izgradnje zida razdvajanja koji može izolirati poljoprivrednike iz područja koji tu djeluju stoljećima. |
|       | Stari dio Beča                                                                  | Beč, Austrija 48°12′N 16°22′E / 48.200°N 16.367°E                                     | Kulturno: (ii), (iv), (vi)             | 371 ha     | 2001.       | 2017.                | Zbog izgradnje hotela Vienna Ice-Skating Club koji svojom visinom znatno škodi univerzalnoj vrijednosti lokaliteta |
|       | Bosra                                                                           | Daara, Sirija 32°31′N 36°29′E / 32.517°N 36.483°E                                     | Kulturno: (i), (iii), (iv)             | —          | 1980.       | 2013.                | Zbog ratnih sukoba, 20. lipnja 2013. godine UNESCO je odlučio staviti svih šest mjesta svjetske baštine u Siriji na popis mjesta svjetske baštine u opasnosti |
|       | Budine statue u Bamiyanu                                                        | Bamijan, Afganistan 34°49′55.35″N 67°49′36.49″E / 34.8320417°N 67.8268028°E           | Kulturno: (i), (ii), (iii), (iv), (vi) | 159 ha     | 2003.       | 2003.                | Krhko održavanje zbog napuštanja, vojne aktivnosti i dizanja u zrak dinamitom čime su urušavanjem ugrožene i niše Buda i daljnje propadanje budističkih zidnih slika, pljačkanje arheološkog lokaliteta |
|       | Rodno mjesto Isusa: Bazilika Rođenja Isusova i hodočasničke staze Betlehema     | Betlehem, Palestina* 31°42′N 32°11′E / 31.700°N 32.183°E                              | Kulturno: (v), (vi)                    | 2,98 ha    | 2012.       | 2012.                | Stavljeno odmah na popis zbog kontinuirane opasnosti i čestih sukoba Izraelaca i Palestinaca |
|       | Chan Chan                                                                       | La Libertad, Peru 8°6′40″S 79°04′32″W / 8.11111°S 79.07556°W                          | Kulturno: (i), (iii)                   | 600 ha     | 1986.       | 1986.                | Prirodna erozija |
|       | Arheološki lokalitet Cirena                                                     | Jebel Akhdar, Libija 32°49′30″N 21°51′30″E / 32.82500°N 21.85833°E                    | Kulturno: (ii), (iii), (vi)            |            | 1982.       | 2016.                | Libijski građanski rat, prisutstvo naoružanih skupina, već načinjena i moguća buduća oštećenja lokaliteta |
|       | Coro                                                                            | Falcón, Venezuela 11°25′N 69°40′W / 11.417°N 69.667°W                                 | Kulturno: (iv), (v)                    | 107 ha     | 1993.       | 2005.                | Oštećenje dugotrajnim padalinama od studenog 2004. do veljače 2005. godine, ali i izgradnjom nove šetnce na plaži i ulaznih vrata koji mogu značajno djelovati na integritet zaštićenog lokaliteta |
|       | Stari Damask                                                                    | Damask, Sirija 33°30′N 36°17′E / 33.500°N 36.283°E                                    | Kulturno: (i), (ii), (iii), (iv), (vi) | —          | 1979.       | 2013.                | Zbog ratnih sukoba, 20. lipnja 2013. godine UNESCO je odlučio staviti svih šest mjesta svjetske baštine u Siriji na popis mjesta svjetske baštine u opasnosti |
|       | Stari gradovi Djennea                                                           | Djenné, Mali 13°54′23″N 4°33′18″W / 13.90639°N 4.55500°W                              | Kulturno: (i), (iii), (iv)             |            | 1988.       | 2016.                | Regionalna nesigurnost, sve lošije stanje starog grada, urbanizacija i erozija. |
|       | Minaret i arheološki lokalitet u Džamu                                          | Ghōr, Afganistan 34°23′48″N 64°30′58″E / 34.39667°N 64.51611°E                        | Cultural: (ii), (iii), (iv)            | 70 ha      | 2002.       | 2002.                | Nedostatak zakonske zaštite, uprave i jadno stanje lokaliteta |
|       | Everglades                                                                      | Florida, SAD 25°19′0″N 80°56′0″W / 25.31667°N 80.93333°W                              | Prirodno: (viii), (ix), (x)            | 592920 ha  | 1979.       | 1993. – 2007., 2010. | Oštećenja zbog orkana Andrew i poplava poljoprivrednim i urbanim razvojem (1993), nastavak propadanja lokaliteta što je prouzrokovalo nestanak morskog života i pad broja životinjskih vrsta (2010.) |
|       | Stari grad Gadames                                                              | Gadames, Libija 30°08′00″N 9°30′00″E / 30.13333°N 9.50000°E                           | Kulturno: (v)                          |            | 1986.       | 2016.                | Libijski građanski rat, prisutstvo naoružanih skupina, već načinjena i moguća buduća oštećenja lokaliteta |
|       | Garamba                                                                         | Orientale, DR Kongo 4°0′0″N 29°15′0″E / 4.00000°N 29.25000°E                          | Prirodno: (vii), (x)                   | 500000 ha  | 1980.       | 1984. – 1992., 1996. | Pad broja Bijelih nosoroga (1984.); krivolov dva nosoroga i ubojstvo dva lovočuvara, te nedostatak protumjera odgovornih vlasti (1996.) |
|       | Hatra                                                                           | Niniva, Irak 35°35′17″N 42°43′06″E / 35.58806°N 42.71833°E                            | Kulturno: (ii), (iii), (iv)            | 70 ha      | 2007.       | 2015.                | Briga o stanju iračke baštine nakon namjernog uništavanja od strane ISIL-a |
|       | Stari grad Hebron/Al-Khalil                                                     | Zapadna obala, Palestina 31°32′N 35°05′E / 31.533°N 35.083°E                          | Kulturno: (ii), (iv), (vi)             | 20,6 ha    | 2017.       | 2017.                | Lokalitet upisan na popis ugroženih mjesta odmah po dospjeću na popis svjetske baštine zbog otvorenih sukoba o svojatanju loklaiteta između Židova i Arapa. |
|       | Humberstone i Santa Laura                                                       | Tarapacá, Čile 20°12′30″S 69°47′40″W / 20.20833°S 69.79444°W                          | Kulturno: (ii), (iii), (iv)            | —          | 2005.       | 2005.                | Krhko stanje građevina zbog četrdesetogodišnjeg nemara, oštećenja vandala i djelomičnog pljačkanja |
|       | Istočni Rennell                                                                 | Salomonski Otoci, Solomonski Otoci 11°41′S 160°20′E / 11.683°S 160.333°E              | Prirodno: (ix)                         | 37000 ha   | 1998.       | 2013.                | Ilegalna sječa drva i bespravno krčenje šuma na samoj granici zaštićenog područja ugrožava ovaj najveći atol na svijetu |
|       | Stari grad (Jeruzalem)                                                          | Jeruzalem, Palestina* Izrael* 31°46′36″N 35°14′03″E / 31.77667°N 35.23417°E           | Kulturno: (ii), (iii), (vi)            | —          | 1981.       | 1982.                | Nekontrolirani urbani razvoj, opće propadanje i loše održavanje zbog pojačanog turizma i nedostatka održavanja |
|       | Kahuzi-Biega                                                                    | Južni Kivu i Maniema, DR Kongo 2°30′0″S 28°45′0″E / 2.50000°S 28.75000°E              | Prirodno: (x)                          | 600000 ha  | 1980.       | 1997.                | Sječa šume, lov i posljedice građanskog rata |
|       | Krak des Chevaliers i Qal’at Salah El-Din                                       | Homs, Sirija 34°46′N 36°15′E / 34.767°N 36.250°E                                      | Kulturno: (ii), (iv)                   | —          | 2006.       | 2013.                | Zbog ratnih sukoba, 20. lipnja 2013. godine UNESCO je odlučio staviti svih šest mjesta svjetske baštine u Siriji na popis mjesta svjetske baštine u opasnosti |
|       | Arheološki lokalitet Leptis Magna                                               | Khoms, Libija 32°38′18″N 14°17′35″E / 32.63833°N 14.29306°E                           | Kulturno: (i), (ii), (iii)             |            | 1982.       | 2016.                | Libijski građanski rat, prisutstvo naoružanih skupina, već načinjena i moguća buduća oštećenja lokaliteta |
|       | Ruševine Kilwa Kisiwani i Songo Mnara                                           | Kilwa, Tanzanija 8°57′28″S 39°31′22″E / 8.95778°S 39.52278°E                          | Kulturno: (iii)                        | —          | 1981.       | 2004.                | Nastavak propadanje lokaliteta zbog različitih uzroka poput erozije ili zaraslosti biljkama |
|       | Manovo-Gounda St Floris                                                         | Bamingui-Bangoran, Srednjoafrička Republika 9°0′0″N 21°30′0″E / 9.00000°N 21.50000°E  | Prirodno: (ix), (x)                    | 1740000 ha | 1988.       | 1997.                | Nezakonita ispaša i krivolov, uvjeti slabljenja sigurnosti |
|       | Nan Madol: obredno središte istočne Mikronezije                                 | Temwen otok, Savezne Države Mikronezije 6°50′23″N 158°19′51″E / 6.83972°N 158.33083°E | Kulturno: (i), (iii), (iv), (vi)       | 76,7 ha    | 2016.       | 2016.                | Nekontrolirano zakrčavanje kanala što pridonosi zarastanju koje potkopava postojeće građevine. |
|       | Nimba                                                                           | Lola, Obala Bjelokosti* Gvineja* 7°36′11″N 8°23′28″W / 7.603°N 8.391°W                | Prirodno: (ix), (x)                    | 18000 ha   | 1981.       | 1992.                | Koncesija rudarenja željeza na prostorima zaštićenog lokaliteta i priljev velikog broja izbjeglica na gvinejskom dijelu parka |
|       | Niokolo-Koba                                                                    | Tambacounda i Kédougou, Senegal 13°04′0″N 12°43′0″W / 13.06667°N 12.71667°W           | Prirodno: (x)                          | 913000 ha  | 1981.       | 2007.                | Degredacija lokaliteta, nizak broj populacije sisavaca, problemi uprave iloš utjecaj predložene brane na Gambijkoj rijeci |
|       | Rezervat Okapi                                                                  | Orientale, DR Kongo 2°00′0″N 28°30′0″E / 2.00000°N 28.50000°E                         | Prirodno: (x)                          | 1372625 ha | 1996.       | 1997.                | Pljačkanje prostorija uprave i ubojstvo slonova tijekom oružanih sukoba u okolici |
|       | Palmira                                                                         | Palmirski distrikt, Sirija 34°46′N 36°15′E / 34.767°N 36.250°E                        | Kulturno: (i), (ii), (iv)              | —          | 1980.       | 2013.                | Zbog ratnih sukoba, 20. lipnja 2013. godine UNESCO je odlučio staviti svih šest mjesta svjetske baštine u Siriji na popis mjesta svjetske baštine u opasnosti |
|       | Utvrde na karipskoj obali Paname: Portobelo i San Lorenzo                       | Colón, Panama 9°33′0″N 79°39′0″W / 9.55000°N 79.65000°W                               | Kulturno: (i), (iv)                    |            | 1980.       | 2012.                | Upisano zbog nedostatnog održavanja i nekontrolirane urbane izgradnje |
|       | Rezervat biosfere Rio Plátano                                                   | La Mosquitia , Honduras 15°44′40″N 84°40′30″E / 15.74444°N 84.67500°E                 | Prirodno: (vii), (viii), (ix), (x)     | 500000 ha  | 1979.       | 2011.                | Upisano na zahtjev Hondurasa zbog krivolova, bespravne sječe drva i otuđivanja zemljišta koji su se javili zbog nomugućnosti obavljanja zaštite zbog prisustva trgovaca drogom |
|       | Arheološki lokalitet Sabrata                                                    | Sabrata, Libija 32°48′19″N 12°29′06″E / 32.80528°N 12.48500°E                         | Kulturno: (iii)                        |            | 1982.       | 2016.                | Libijski građanski rat, prisutstvo naoružanih skupina, već načinjena i moguća buduća oštećenja lokaliteta |
|       | Samarra                                                                         | Salah ad Din, Irak 34°11′54″N 43°52′27″E / 34.19833°N 43.87417°E                      | Kulturno: (ii), (iii), (iv)            | 15058 ha   | 2007.       | 2007.                | Sigurnosni uvjeti nakon Iračkog rata i nedostatk državne zaštite i uprave lokalitetom |
|       | Sana (grad)                                                                     | Sana (muhafaza), Jemen 15°21′N 44°12′E / 15.350°N 44.200°E                            | Kulturno: (iv), (v), (vi)              | —          | 1986.       | 2015.                | Stari grad Sane pretrpio ozbiljnu štetu zbog oružanog sukoba u zemlji. |
|       | Rezervat životinja Selous                                                       | Južna Tanzanija, Tanzanija 9°00′00″S 37°24′00″E / 9.00000°S 37.40000°E                | Prirodno: (ix), (x)                    | —          | 1982.       | 2014.                | Raširen krivolov je izazvalo dramatičan pad divljih populacija, osobito slonova i nosoroga čiji brojevi su pali za gotovo 90 posto od 1982. godine, kada je mjesto upisano na popis svjetske baštine. |
|       | Srednjovjekovni spomenici na Kosovu                                             | Kosovo, 42°39′40″N 20°15′56″E / 42.66111°N 20.26556°E                                 | Kulturno: (ii), (iii), (iv)            | 2.88 ha    | 2004        | 2006.                | Nedostatk pravne i upravne zaštite, politička nestabilnost i nesigurnost |
|       | Povijesno središte Šahrisabza                                                   | Kaškadarinski vilajet, Uzbekistan 39°3′0″N 66°50′0″E / 39.05000°N 66.83333°E          | Kulturno: (iii), (iv)                  | 240 ha     | 2000.       | 2016.                | Uništenje zgrada u povijesnoj četvrti i nastavak urbanog razvoja. |
|       | Šibam                                                                           | Hadramaut, Jemen 15°55′N 48°37′E / 15.917°N 48.617°E                                  | Kulturno: (iii), (iv), (vi)            | —          | 1982.       | 2015.                | Stari utvrđeni grad Šibam je pod potencijalnom prijetnjom od oružanog sukoba, što sprječava obnovu i upravljanje problemima koji su već uočeni na mjestu. |
|       | Umjetnost na stijenama Tadrart Akakusa                                          | Fezan, Libija 24°50′00″N 10°20′00″E / 24.83333°N 10.33333°E                           | Kulturno: (iii)                        |            | 1985.       | 2016.                | Libijski građanski rat, prisutstvo naoružanih skupina, već načinjena i moguća buduća oštećenja lokaliteta |
|       | Timbuktu                                                                        | Timbuktu, Mali 16°46′N 3°00′W / 16.767°N 3.000°W                                      | Kulturno: (ii), (iv), (v)              | —          | 1988.       | 2012.                | Upisano na zahtjev Malijske vlade zbog vojnih sukoba pobunjenih Tuarega |
|       | Tropske kišne šume na Sumatri                                                   | Sumatra, Indonezija 2°25′0″S 101°29′0″E / 2.41667°S 101.48333°E                       | Prirodno: (vii), (ix), (x)             | 250000 ha  | 2004.       | 2011.                | Krivolov, ilegalna sječa drva i bespravno krčenje šuma za stvaranje poljoprivrednog zemljišta i putova |
|       | Nacionalni parkovi jezera Turkana                                               | Kenija, Velika rasjedna dolina Kenija 3°3′N 36°30′E / 3.050°N 36.500°E                | Prirodno: (viii), (x)                  | 161,485 ha | 1997.       | 2018.                | Zbog razornog učinka izgradnje etiopske brane Gibe III na tijek i ekosustav jezera |
|       | Nacionalni park Virunga                                                         | Sjeverni Kivu and Orientale, DR Kongo 0°55′0″N 29°10′0″E / 0.91667°N 29.16667°E       | Prirodno: (vii), (viii), (x)           | 800000 ha  | 1979.       | 1994.                | Sječa šume i krivolov zbog priliva izbjeglica tijekom građanskog rata u Ruandi |
|       | Zabīd                                                                           | Al Hudajdah, Jemen 14°12′N 43°19′E / 14.200°N 43.317°E                                | Kulturno: (ii), (iv), (vi)             | —          | 1993.       | 2000.                | Ruševno stanje povijesnih zgrada, upisano na zahtjev države |
|       | Kalifornijski zaljev                                                            | Meksiko                                                                               | Prirodno: (viii), (ix), (x)            | 688558 ha  | 2007.       | 2019.                | Zabrinutost zbog skorog izumiranja vaquite, endemske pliskavice u Kalifornijskom zaljevu |

## Lokaliteti izbrisani s popisa
Lokaliteti koji su bili na popisu ugrožene svjetske baštine, ali su nakon poboljšanog upravljanja ili uvjeta skinuti s popisa. U zagradi su godine upisa i ispisa s ovog popisa.
| - Kotor, Crna Gora (1979. – 2003.) - Rezervat ptica Djoudj, Senegal (1984. – 1988.) i (2000. – 2006.) - Ngorongoro, Tanzanija (1984. – 1989.) - Kraljevske palače Abomeya, Benin (1985. – 2007.) - Utvrda Bahla, Oman (1988. – 2004.) - Rudnik soli Wieliczka, Poljska (1989. – 1998.) - Timbuktu, Mali (1990. – 2005.) - Dubrovnik, Hrvatska (1991. – 1998.) - Nacionalni park Plitvice, Hrvatska (1992. – 1997.) - Rezervat prirode Srebarna, Bugarska (1992. – 2003.) - Angkor, Kambodža (1992. – 2004.) - Nacionalni park Sangay, Ekvador (1992. – 2005.) - Nacionalni park Manas, Indija (1992. – 2011.) - Everglades, SAD (1993. – 2007.) - Yellowstone, SAD (1995. – 2003.) - Nacionalni park Ichkeul, Tunis (1996. – 2006.) - Rio Plátano, Honduras (1996. – 2007.), ponovno upisan 2011. - Butrint, Albanija (1997. – 2005.) | - Iguaçu, Brazil (1999. – 2001.) - Rwenzori, Uganda (1999. – 2004.) - Hampi, Indija (1999. – 2006.) - Šalimar vrtovi u Lahoreu, Pakistan (1999. – 2012.) - Terase rižinih polja Filipinskih Kordiljera, Filipini (2001. – 2012.) - Tipasa, Alžir (2002. – 2006.) - Dolina Katmandu, Nepal (2003. – 2007.) - Kolnska katedrala, Njemačka (2004. – 2006.) - Bam, Iran (2004. – 2013.) - Ruševine Kilwa Kisiwani i Songo Mnara, Tanzanija (2004. – 2014.) - Galápagos, Ekvador (2007. – 2010.) - Los Katíos, Kolumbija (2009. – 2015.) - Mcheta, Gruzija (2009. – 2016.) - Comoé, Obala Bjelokosti (2003. – 2017.) - Nacionalni park Semien, Etiopija (1996. – 2017.) - Samostan Gelati, Gruzija (2010. – 2017.) - Koraljni greben Belizea, Belize (2009. – 2018.) - Nacionalni park Salonga, DR Kongo (1999. – 2021.) - Liverpool – pomorsko-trgovački grad, Ujedinjeno Kraljevstvo (2017. – 2021.) |

## Vanjske poveznice
- UNESCO World Heritage Sites: Službene stranice UNESCO-ove svjetske baštine
- UNESCO-ov popis mjesta svjetske baštine u opasnosti
- VRheritage.org  Arhivirana inačica izvorne stranice od 6. studenoga 2018. (Wayback Machine): Dokumenti svjetske baštine
- Worldheritage-Forum  Arhivirana inačica izvorne stranice od 3. siječnja 2011. (Wayback Machine)